# Kust till kust-banan
Kust till Kust-banan (dansk: Kyst til kyst-banen) er en jernbanestrækning i Sverige mellem Göteborg og Kalmar/Karlskrona, samt en benævnelse for de jernbaner (Göteborg-Borås, Borås-Alvesta, Alvesta-Växjö, Växjö-Karlskrona, Emmaboda-Kalmar) som linjen trafikerer. Disse baner blev anlagt på forskellige tidspunkter.
Jernbanestrækningen har i øst to endestationer, Kalmar C og Karlskrona C. Forgreningspunktet for de alternative strækninger er i Emmaboda. Banen er en vigtig "fødebane" til Södra stambanan i jernbaneknudepunktet Alvesta. Den er enkeltsporet, elektrificeret og trafikeres af både persontog og godstog. Banen er cirka 350 kilometer lang fra Kalmar i øst til Göteborg i vest.

## Passagertrafik

### Göteborg-Kalmar/Karlskrona
Strækningen Göteborg-Kalmar/Karlskrona trafikeres siden køreplanskiftet den 17. juni 2007 hovedsageligt med togtypen Regina X52. Togene består især af to eller tre vogne. På nogle afgange køres der med tog trukket af et Rc6-lokomotiv og vogne af typen AB9, B9 og BFS9. Rejsetiden er 4 timer og 21 minutter.
Fra 1994 til omkring år 2000 var banen trafikeret af togtypen X2-2. X2-2 var en simplere variant af X 2000, med færre vogne og en mere enkel indretning. I årene 2000-2007 har man kørt med togsæt X32. X32 er en variant af X31K-togsættet, der primært benyttes som Øresundstog, men hvis indretning er tilpasset længere strækninger. Alle leverede X32-togsæt blev i løbet af 2007 ombygget til X31K.

### København-Alvesta/Kalmar
Strækningen København-Kalmar trafikeres med togtypen X31/ET. Rejsetiden er 3 timer og 49 minutter. Fra Malmö til Alvesta kører toget på Södra stambanan, mens toget fra Alvesta til Kalmar kører på Kust till Kust-banen. På strækningen Alvesta-Kalmer holder toget en hastighed på 120-150 km/t, mens det på stambanen kører 180 km/t, der også er den maksimale hastighed for togtypen.

### Göteborg-Borås
På strækningen Göteborg-Borås, over en del af Kust till Kust-banen, sker regionaltrafik med togtypen X11/X12, men også Regina X53 anvendes.

## Omfattende forbedringer
Banen er en vigtig jernbane i det vestlige Sverige. Den nuværende bane er af lav standard, enkeltsporet og med venten på modkørende tog, som begrænser kapaciteten. På trods af betingelserne øges antallet af rejsende. Forbedringer af banen er planlagt, blandt andre med en bane til Göteborg-Landvetter Airport, som mangler jernbanetilslutning.

### Almedal-Mölnlycke
Siden 2003 har Banverket været i gang med foranalyser vedrørende strækningen mellem Almedal i Göteborg og Mölnlycke i Härryda kommune. Der er to principløsninger for hvordan banen kan udbygges/forbedres:
- Princip 1: kørslen fortsætter på den nuværende strækning, med forskellige alternative strækninger.
- Princip 2: kørsel på Västkustbanans strækning, og derefter (med forskellige alternative strækninger) tilslutning til banen i Mölnlycke.

### Mölnlycke-Bollebygd
På strækningen Mölnlycke-Bollebygd, dvs. gennem Härryda kommune, planlægges en helt ny dobbeltsporet jernbane i ny placering, for størstedelen af strækningens vedkommende uden tunnelløsninger. Der etableres en station ved Göteborg-Landvetter lufthavn.

### Emmaboda-Kalmar
På strækningen Emmaboda-Kalmar skal der etableres togstop og fjernstyring. På en del af strækningen skal den tilladte maksimale hastighed desuden øges til 200 km/t.

### Emmaboda-Karlskrona
Den 57 km lange strækning Emmaboda-Karlskrona, også kendt som Emmabodabanen, er den del af Kust till Kust-banen, som er i dårligst stand, hvorfor et moderniseringsprojekt går i gang i foråret 2011. Fra december 2011 erstattes togtrafikken med busser, mens moderniseringen finder sted. I juni 2013 begynder togene igen at køre på banen, mens efterarbejdet løber videre til efteråret 2013, med projektafslutning efteråret 2014. Moderniseringen kommer til at koste cirka 900 millioner SEK. Som følge af projektet mindskes den hurtigste rejsetid på strækningen fra 40 til 33 minutter.

### Øvrige strækninger
Der er overvejelser om forbedringer af banens øvrige strækninger.